# Черето (Латина)
Черето је насеље у Италији у округу Латина, региону Лацио.
Према процени из 2011. у насељу је живело 38 становника. Насеље се налази на надморској висини од 436 м.